# Moeka Haruhi
Moeka Haruhi (春日 萌花 Haruhi Moeka?, nacido el 8 de octubre de 1984) es un luchador profesional, gravure idol, actriz de voz y personalidad de televisión y radio japonés. Comenzando su carrera en la promoción de Gatokunyan en 2005, Haruhi permaneció con la promoción durante dos años, antes de transferirse a Pro Wrestling Wave en 2008. Mientras estuvo en la promoción, se convirtió en una vez titular de los Campeonatos en Parejas de Mujeres de Asia Pacífico, Garter Match y TLW World Young Women's Tag Team Championship y tres veces titular del Campeonato Ironman Heavymetalweight Championship, un título propiedad de la promoción DDT Pro-Wrestling. Ninguno de los otros tres títulos son títulos principales, a menudo permanecen inactivos durante meses o incluso años. También trabaja para la promoción hermana de Wave Osaka Joshi Pro Wrestling como Shitennouji Moeko (四天王寺萌子 Shitennōji Moeko?). "Moeka Haruhi" no es su nombre real, sino más bien un nombre artístico que destaca su personalidad cursi y cosplayera.

## Campeonatos y logros
- DDT Pro-Wrestling
  - Ironman Heavymetalweight Championship (3 veces)[7]
- Oi Festa / Oi Dontaku Festival
  - Asia Pacific Women's Championship (1 vez, actual)[1]
- Pro Wrestling Wave
  - Garter Match Championship (1 vez, actual)
  - TLW World Young Women's Tag Team Championship (1 vez) – con Misaki Ohata[1]
- PURE-J
  - Daily Sports Women's Tag Team Championship (1 vez, actual) – con Makoto[8]